# Содовый хлеб

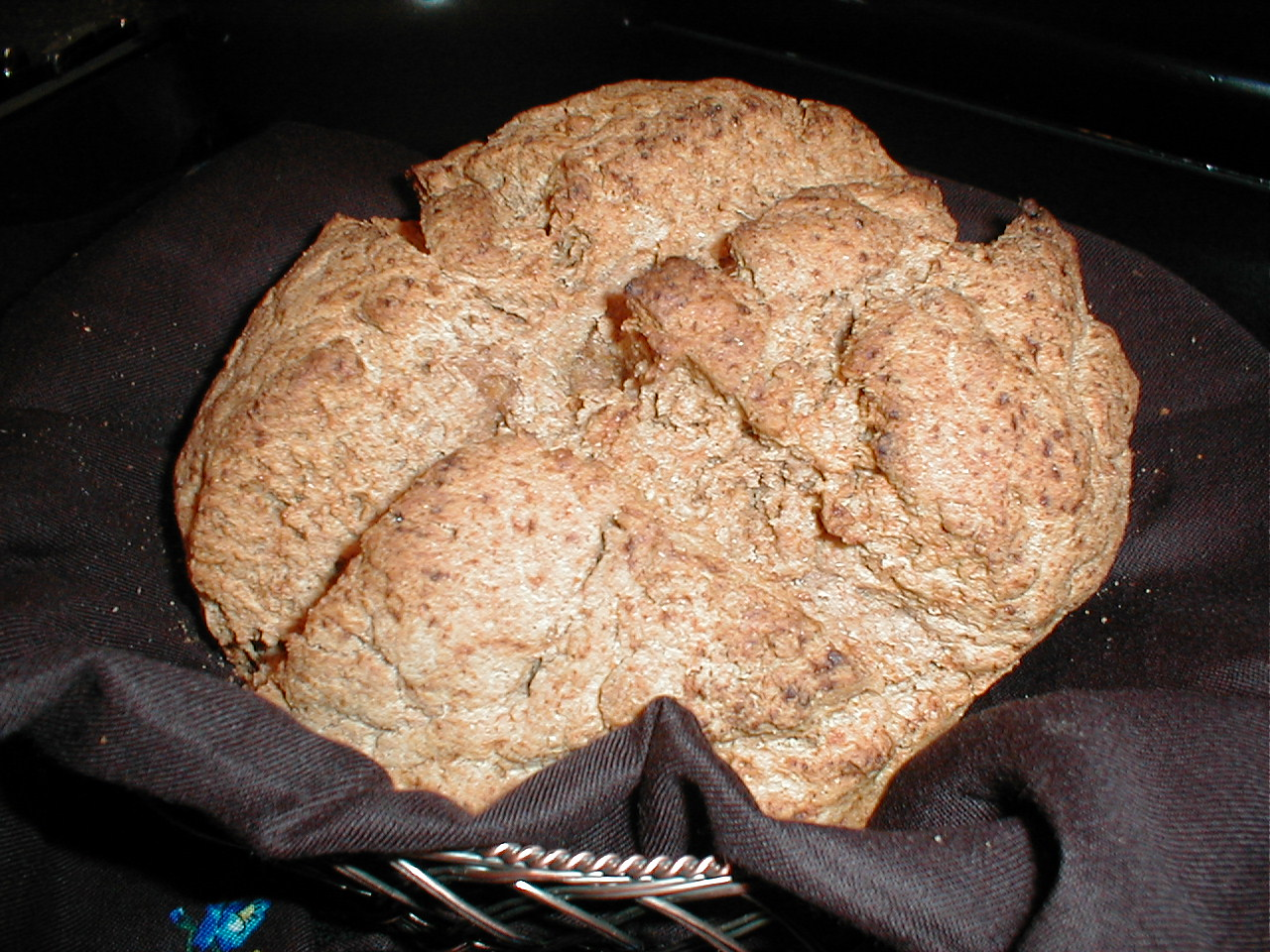
Ирландский содовый хлеб

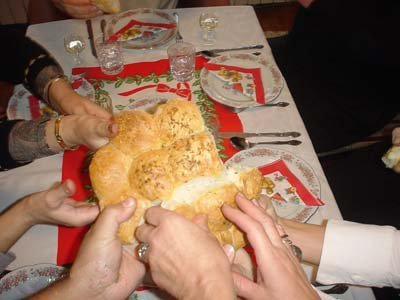
Чесница

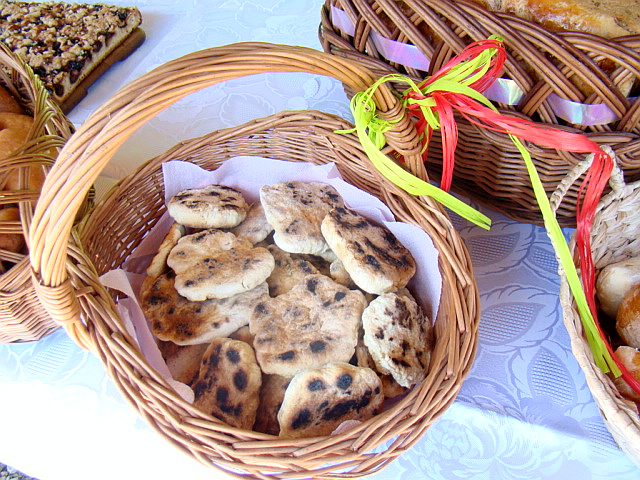
Польские прозяки

Содовый хлеб (ирл. arán sóide, серб. чесница, пол. proziaki) — популярный у многих народов бездрожжевой хлеб. Существует множество рецептов приготовления содового хлеба со всевозможными ингредиентами (изюмом, тмином, орехами), но основными ингредиентами являются: мука, сода и пахта, именно молочная кислота, содержащаяся в пахте, вступая в реакцию с содой, делает этот хлеб воздушным.

## В Ирландии
В Ирландии содовый хлеб подаётся к повседневной трапезе. Пекут такой хлеб и из муки грубого помола или из белой муки. Варьируются и его формы.

## На Балканах
Чесница — центральное блюдо Рождественского стола сербов. С этого хлеба начинается рождественский обед. Праздничный хлеб украшают различными фигурками и узорами из теста, а также зелёными ветками. Чесница является символом плодородия и процветания. Для приготовления чесницы муку берут из первого или из последнего снопа жатвы, воду для замеса раньше приносили из родника или колодца до восхода Солнца. При этом, подходя к источнику, приветствовали его и бросали в воду мелкие монеты или зёрна. При приготовлении праздничного хлеба, в тесто кладут монетку или семя (жито, бобы, орехи), а во время трапезы смотрят, кому достанется кусочек такой чесницы — того, по народным поверьям, ждёт счастье в наступающем году. 
У болгар аналогичный хлеб для гаданий называется кравай, у македонцев и болгар — погача, пита, у греков — basilopitta. На севере Греции на ритуальном хлебе земледельцы изображают плуг с быками, скотоводы — овец. Этим хлебом хозяева делятся с домашним скотом.